# WILD BLUE/少年の僕へ
「WILD BLUE/少年の僕へ」（ワイルド・ブルー/しょうねんのぼくへ）は、PENGUIN RESEARCHの楽曲。同バンドの4枚目のシングルとして2018年9月12日に発売された。発売元はSACRA MUSIC。

## 概要
前作「ボタン」より約2年ぶりのシングル。
表題曲のうち、『WILD BLUE』はテレビアニメ『ゾイドワイルド』挿入歌、『少年の僕へ』は同アニメの第1クールエンディングテーマ曲として起用された。同バンド初の両A面シングルであり、1つのCDシングルから2つのタイアップが付くことも初である。
『WILD BLUE』は、少年の頃の自分が聞いて無条件に「あのアニメのあの曲がカッコいい」と思える曲を目指して作られており、歌詞もストレートに前向きになれる内容になっている。
『少年の僕へ』の歌詞は、大人（今）の自分から過去（昔）の自分に向けて「人生には色々なことがあるけど、生きてて良かったと思えるようになったよ」というメッセージの手紙で、アニメのエンディングで連れだって歩いて行く少年アラシとワイルドライガーにも聞いて貰いたい優しい曲になったとボーカルの生田鷹司は語っている。
特典として、同アニメのスペシャルムービーと7月8日に行われた単独ライブの一部の様子を収録したDVDが付属。さらに限定盤には、オリジナルデザインの「ペンギンリサーチゾイド」グラフィグ（ペーパークラフト）が同梱されている。

## 収録曲
| 全作詞・作曲: 堀江晶太、全編曲: 堀江晶太、PENGUIN RESEARCH。 |                                                                           |          |            |      |
| #                                                            | タイトル                                                                  | 作詞     | 作曲・編曲 | 時間 |
| 1.                                                           | 「WILD BLUE」(テレビアニメ『ゾイドワイルド』挿入歌)                       | 堀江晶太 | 堀江晶太   | 3:48 |
| 2.                                                           | 「少年の僕へ」(テレビアニメ『ゾイドワイルド』第1クールエンディングテーマ) | 堀江晶太 | 堀江晶太   | 4:29 |
| 3.                                                           | 「ハードロック★パラダイス」                                               | 堀江晶太 | 堀江晶太   | 5:35 |
| 4.                                                           | 「WILD BLUE」(instrumental)                                               | 堀江晶太 | 堀江晶太   |      |
| 5.                                                           | 「少年の僕へ」(Instrumental)                                              | 堀江晶太 | 堀江晶太   |      |
| 合計時間:                                                    | 合計時間:                                                                 | 13:52    |            |      |

| #         | タイトル                                                        | 作詞 | 作曲・編曲 | 時間 |
| --------- | --------------------------------------------------------------- | ---- | ---------- | ---- |
| 1.        | 「WILD BLUE」(MV)                                               |      |            | 3:48 |
| 2.        | 「BUREIKO TIME」(PENGUIN GO YAON@日比谷野外音楽堂 2018/07/08)   |      |            |      |
| 3.        | 「近日公開第二章」(PENGUIN GO YAON@日比谷野外音楽堂 2018/07/08) |      |            |      |
| 合計時間: | 合計時間:                                                       | 3:48 |            |      |

| #         | タイトル                                                                     | 作詞 | 作曲・編曲 |
| --------- | ---------------------------------------------------------------------------- | ---- | ---------- |
| 1.        | 「WILD BLUE」(TVアニメ「ゾイドワイルド」スペシャルムービー)                  |      |            |
| 2.        | 「少年の僕へ」(TVアニメ「ゾイドワイルド」エンディングノンクレジットムービー) |      |            |
| 合計時間: | 合計時間:                                                                    | 0:00 |            |